# Дмитровка (Черниговская область)
Дми́тровка (укр. Дмитрівка) — посёлок в Нежинском районе Черниговской области Украины, административный центр Дмитровской поселковой общины. Было центром Дмитровского поселкового совета, до 17 июля 2020 года было на территории ныне упразднённого Бахмачского района.
Расстояние до Чернигова по железной дороге 184 км, до Киева — 227 км. На восточной периферийной части Дмитровки протекает река Ромен, южной — её приток Хвощевая.

## История
Существует мнение, что упоминание под 1183 годом Дмитрова в Киевском летописном своде относится к этому посёлкуИпатьевская летопись:

Въ лѣт̑ . ҂s҃ . . х҃ . . ч҃а . [6691 — (1183 год)] мс̑ца . февралѧ въ . к҃г . въ . а҃ . ю . нед̑лю поста . придоша Измалтѧне . безбожнѣи Половцы . на Русь воєвать . ко Дмитровоу . съ оканьнъıм̑ . Кончакомъ . и съ Глѣбомъ Тириєвичемь . и Бж҃ьємь застоуплениємь . и не бъıс̑ пакости ѿ нихъ . кнѧзь ж Ст҃ославъ . Всеволодичь . сгадавъ . со сватомъ своимъ . Рюрик.

В 1921—1962 годах — административный центр Дмитровского района.
Во время Великой Отечественной войны c 14 сентября 1941 до 14 сентября 1943 года селение находилось под немецкой оккупацией.
10 марта 1958 года село Дмитровка получило статус посёлка городского типа.
Президиум Верховного Совета Украинской ССР Указом от 23 мая 1978 года постановил в целях установления единого написания на русском языке населённых пунктов уточнить наименования поселка городского типа Дмитриевка и впредь именовать его — Дмитровка.
В январе 1989 года численность населения составляла 3929 человек, на 1 января 2013 года — 2393 человек.

## Достопримечательности
- Свято-Троицкая церковь (УПЦ (МП))
- Памятник советским танкистам[7]

## Люди связанные с посёлком
- Павел Яценко — Герой Советского Союза, участник Великой Отечественной войны.
- Владимир Данилец — юморист